# 米薩河
米薩河是拉脫維亞的河流，屬於耶察瓦河的支流，河道全長108公里，流域面積903平方公里，平均流量每秒0.22立方米，在葉爾加瓦以北注入利耶盧佩河，河畔城鎮有奧萊內。